# Текуча (Уманський район)
Теку́ча — село в Україні, в Уманському районі Черкаської області. Входить до складу Ладижинської сільської громади. Площа села — 481,2 га.

## Географія
Селом протікає річка Текуча і впадає у Ятрань.

## Історія села
На території та поблизу села виявлені десять поселень, з них три — трипільської культури, два — доби бронзи і чотири — черняхівської культури: 
- Трипільське поселення Текуча І – за південно-східною околицею села на мисі, утвореному розгалуженням ріки Текучої.
- Трипільське поселення Текуча ІІ – за північною околицею села на лівому березі ріки Ятрань.
- Черняхівське поселення – на лівому березі ріки Ятрань, на городах, вздовж всього села, не менш як півтора кілометри.
- Черняхівське поселення – за півкілометра від села в напрямку села Ятранівки на правому березі.
- Кургани - 2 скіфо-сарматська епоха VII ст. до н.е. – III ст. н.е., №1 — на північний захід, №2 — на південний захід, 4 км від села.

Достовірних письмових підтверджень часу виникнення села ще не виявлено, але є згадки про село датовані 1732 роком. Тоді воно належало до Уманського ключа володінь графа Ф.С. Потоцького. До того ж, на території нинішнього села ріс непрохідний ліс. Згодом через нього почали прокладати дорогу, що пізніше назвали Одеською.  
В книзі 1895 року, автором якої є В.Б.Антонович, яка має назву "Археологічна мапа Київської губернії", зазначено, що в селі є великий курган під назвою Сорока. 
В книзі Похилевича 1864 року "Сказання про населені місцевості Київської губернії" вказано, що Текуча село в 5 верстах від Ладижинки, отримало свою назву від ручая, який бере своє начало вище ВІД поселення і впадає в Ятрань, а саме село розташоване по обидва боки цього ручая. Ця річечка названа Текучою через швидку та стрімку течію з невеликого болотного озерця, яке має назву Вікнина чи вікно (в ориг. "Окнина"), яке на думку простого люду не має дна. Через це вікно вода нібито проривається на поверхню землі. Це озерце в минулі часи здавалося настільки небезпечним, що мешканці завалили його (стовбурами дерев) колодами. Але нині те озеро висохло так, що в часи засух вимушені розкопувати і очищати його, аби добути воду. За словами мешканців село виникло на початку минулого століття вихідцями з інших сусідніх поселень, яких привабило те місце волею та багатством пасовищ та степу. До 1809 року Текуча з навколишніми селами належала Уманському маєтку Потоцьких. В цьому році (мається на увазі 1809 р.) Болеслав Потоцький продав Текучу з деякими іншими селами Людовіку Шолайському, а останній в 1826 році, при видачі своєї дочки Єфросинії в шлюб з графом Генріхом Тишкевичем, віддав їй село у посаг. В 1848 році викупив Текучу поручик колишніх польських військ Владислав Држевецький. Загалом мешканців у селі: православних 1673, римських католиків 11; землі 3676 десятин. Одна з могил в селі називається Сорокою. Має дерев'яну церкву во ім'я Івана Богослова, збудована першочергово в 1762 році. Ця церква згоріла в 1797 році, а на наступний рік збудована нова невелика, яка проіснувала до 1844 року, яку із-за тісноти було розібрано, а на її місці збудована нинішня хрестоподібна дерев'яна. По штатах церква 5 класу; землі має 39 десятин. В ній виділяється чудотворний образ святителя Миколая, якого дивом врятували під час пожежі 1797 року. 
В 1900 році в селі було 515 дворів, церква, 4219 десятин землі. 1898 десятин належало поміщикові Шувалову, 58 - церкві, 2313 - селянам. 
Перший магазин в селі збудовано в 1909 році. Засновником кооперації був Тютюнник Я.
В 1912 році земством була збудована церковноприходська школа і ремісниче училище. Училище пізніше реорганізовано в школу.
Революційні події 1917 року втягнули у вир і жителів Текучої. З допомогою Чорноморської бригади Червоної армії вся земля була конфіскована і роздана селянам. Але у 1919 р. за підтримки німецьких окупаційних військ до села повернулися поміщики. Петроградською повідом вибрали земельну раду. У тому ж році в Текучій утворені комнезам і комбіди. Головою комнезаму обрано селянина-бідняка Ф.Ф. Комар.
В 1918 році було створено комнезам. Головою комнезаму був обраний демобілізований боєць Комар С.
1918-19 роки - будівництво клубу. Перший кінофільм жителі села побачили в 1924 році, який називався «Бессарабська комуна».
В 1929 році в селі було створено п’ять колгоспів В 1932 році з 5-ти утворили два, а в 1934 році створено чотири. В 1952 році було об’єднано чотири в один колгосп ім. Хрущова, а потім колгосп «Україна». 
Населення села Текуча постраждало від Голодомору 1932—1933 років. Встановлено прізвища та імена 125 вбитих голодом людей. Місце масового поховання жертв Голодомору-геноциду знаходиться в кінці цвинтаря. Місцева влада разом з односельцями встановили в центрі села пам’ятник жертвам Голодомору-геноциду.
Під час Другої світової війни у війні брало участь 298 жителів с. Текучі, з них: 186 - полягло у боях; 214 - нагороджено орденами і медалями. Житель села М.Пастушенко, що загинув від рук окупантів, брав участь у партизанському русі. Звільнення села Текуча від німців відбулося в 1944 році. Своїми силами жителі відбудовували зруйноване війною село, працювали на полях, розводили тваринництво. І до цього часу основними напрямами сільськогосподарського виробництва є рослинництво та тваринництво.
У повоєнні роки село відбудовувалось і розбудовувалось. У 1956 році був збудований Будинок культури на 400 місць, у 1992 році розпочато будівництво нової школи. Тепер колгосп «Україна» - це ТОВ «Агрофірма Текуча» з іноземними інвестиціями, яке є одним із кращих сільськогосподарських підприємств Уманського району.
До 2018 року було центром Текучанської сільської ради. Площа територіальних меж сільської ради становила 4789,6 га,

## Населення
Кількість населення за даними перепису 2001 року становила 1040 осіб. Станом на 2009 рік населення становило 930 осіб, у селі було 605 дворів.

### Мовний склад
Рідна мова населення за даними перепису 2001 року:
| Мова       | Чисельність, осіб | Доля     |
| ---------- | ----------------- | -------- |
| Українська | 1 039             | 99,90 %  |
| Інше       | 1                 | 0,10 %   |
| Разом      | 1 040             | 100,00 % |

## Відомі люди
В Текучій народилися:
- Віталій Юрченко — сотник Армії УНР, публіцист;
- Олександр Ілліч Молодцов — доцент кафедри обчислювальної математики КНУ ім. Шевченка, кандидат фізико-математичних наук.